# Апињано
Апињано (итал. Appignano) насеље је у Италији у округу Мачерата, региону Марке.
Према процени из 2011. у насељу је живело 2987 становника. Насеље се налази на надморској висини од 198 м.

## Становништво
Према резултатима пописа становништва 2011. у општини је живело 4.212 становника.
| 1936. | 1951. | 1961. | 1971. | 1981. | 1991. | 2001. | 2011. |
| ----- | ----- | ----- | ----- | ----- | ----- | ----- | ----- |
| 3.393 | 3.346 | 3.127 | 3.164 | 3.553 | 3.726 | 3.904 | 4.212 |